# Меньшов, Владимир Александрович
Владимир Александрович Меньшов (22 апреля 1934, Кривой Рог, Днепропетровская область — 31 июля 2018, Ирпень, Киевская область) — советский производственный деятель. Народный депутат Украины 1-го созыва (1990—1994).

## Биография
Родился 22 апреля 1934 года в городе Кривой Рог в семье рабочего. Русский по национальности. Женат, имел 2 детей.
В 1956—1957 годах работал на целине.
В 1953 году поступил и в 1958 году окончил Днепропетровский сельскохозяйственный институт, инженер-механик. Член КПСС с 1961 года.
С 1958 года — инженер-механик подсобного хозяйства № 2 завода имени Карла Либкнехта.
С 1959 года — главный инженер-механик, председатель правления колхоза имени Карла Маркса.
С 1973 года — главный инженер-механик, председатель колхоза «Аврора» Никопольского района.
Позже — глава правления колхоза имени крейсера «Аврора» Никопольского района (переименовано).
Народный депутат УССР 12-го созыва с марта 1990 (1-й тур) до апреля 1994 года, Южный избирательный округ № 104, Днепропетровская область. Председатель подкомиссии по вопросам использования недр комиссии по вопросам экологии и рационального природопользования. Группы «Согласие-Центр», «Земля и воля».
В 1994—2000 годах — консультант Кабинета министров Украины.
Жил и работал в Киеве, затем в Ирпени Киевской области, где и умер 31 июля 2018 года на 85-м году жизни.

## Награды
- Орден Ленина;
- Орден Трудового Красного Знамени;
- две золотые, серебряная, две бронзовые медали ВДНХ СССР;
- две медали ВДНХ УССР;
- Заслуженный работник сельского хозяйства Украины (1992).